# Тэцубодзюцу
Тэцубодзю́цу (яп. 鉄棒術, «искусство тэцу́бо») — японское искусство ведения боя при помощи стальной дубинки тэцубо.
Одним из древних видов оружия, попавшим в Японию с Азиатского континента, был сделанный из цельного железа предмет удлиненной формы, близкий к палке — тэцубо. Из-за его размеров и веса обращаться с таким оружием было довольно трудно, поэтому возникла целая боевая дисциплина — тэцубодзюцу. Она преследовала цель развить физическую силу воина и обучить его техникам ведения боя при помощи стальной дубинки как на коне, так и в пешем строю. В основе тэцубодзюцу лежит принцип использования инерции, развиваемой оружием при движении по различным траекториям.
Техники тэцубодзюцу применяли для нанесения сокрушительных ударов, разбивания доспехов, выбивания противника из седла, а иногда и в качестве портативного тарана. 
Не известно, какая воинская традиция формализовала использование тэцубо, однако использование этого вида оружия стало прерогативой лишь тех воинов, которые были достаточно сильны, чтобы овладеть им.